# Havajská univerzita

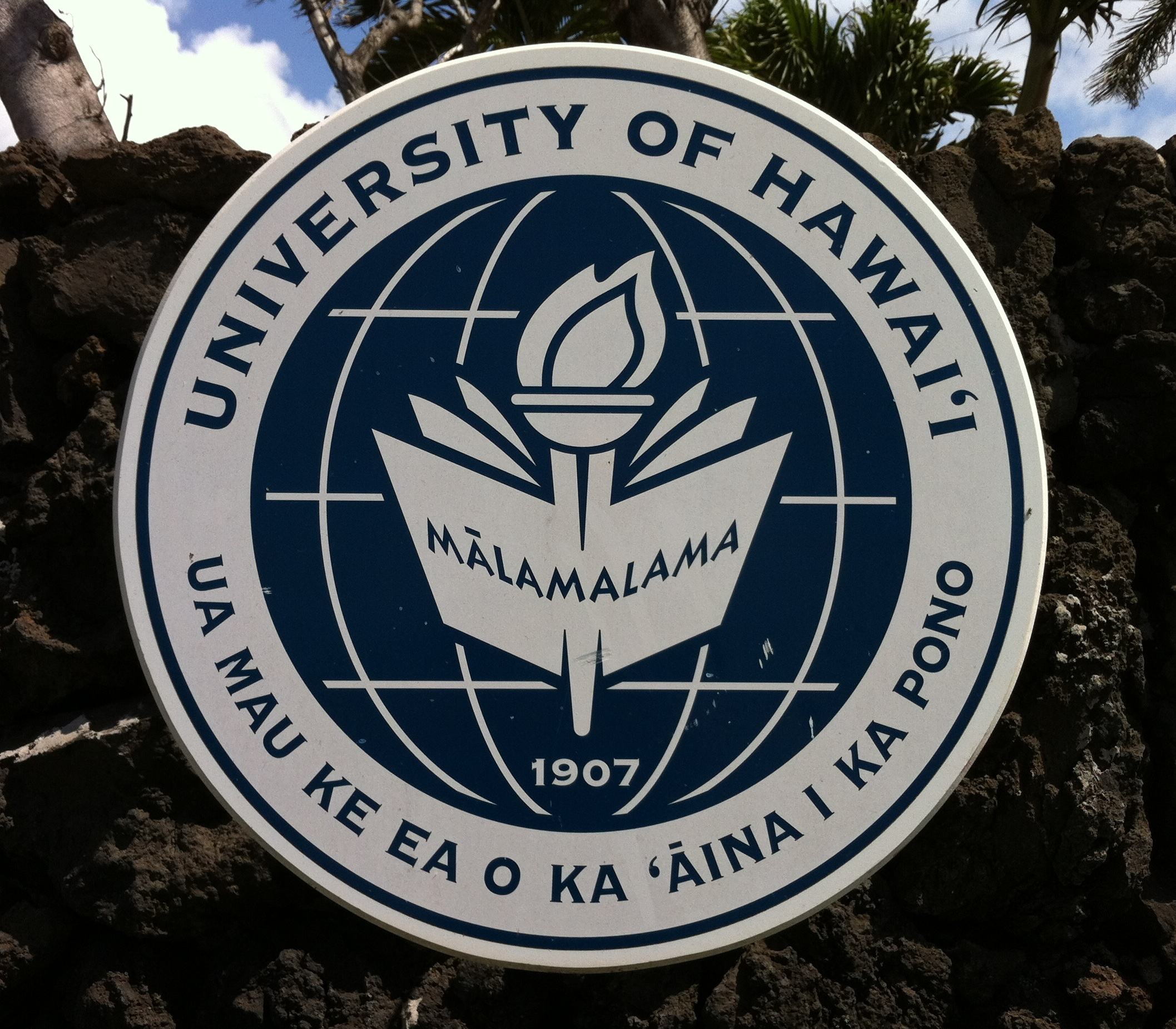
Znak Havajské univerzity

Havajská univerzita (oficiálně University of Hawaiʻi System) je americká veřejná vysoká škola na Maui ve státě Hawaii. Založena byla v roce 1908 a v současnosti na ní studuje přes 50 000 studentů.